# Piazza Dante (Naples)
Pour les articles homonymes, voir Piazza Dante.
Piazza Dante (en français : « Place Dante ») est une importante place de Naples dédiée au poète Dante Alighieri dont la statue sculptée au XIXe siècle par Tito Angelini (it) domine la place.

## Histoire et description

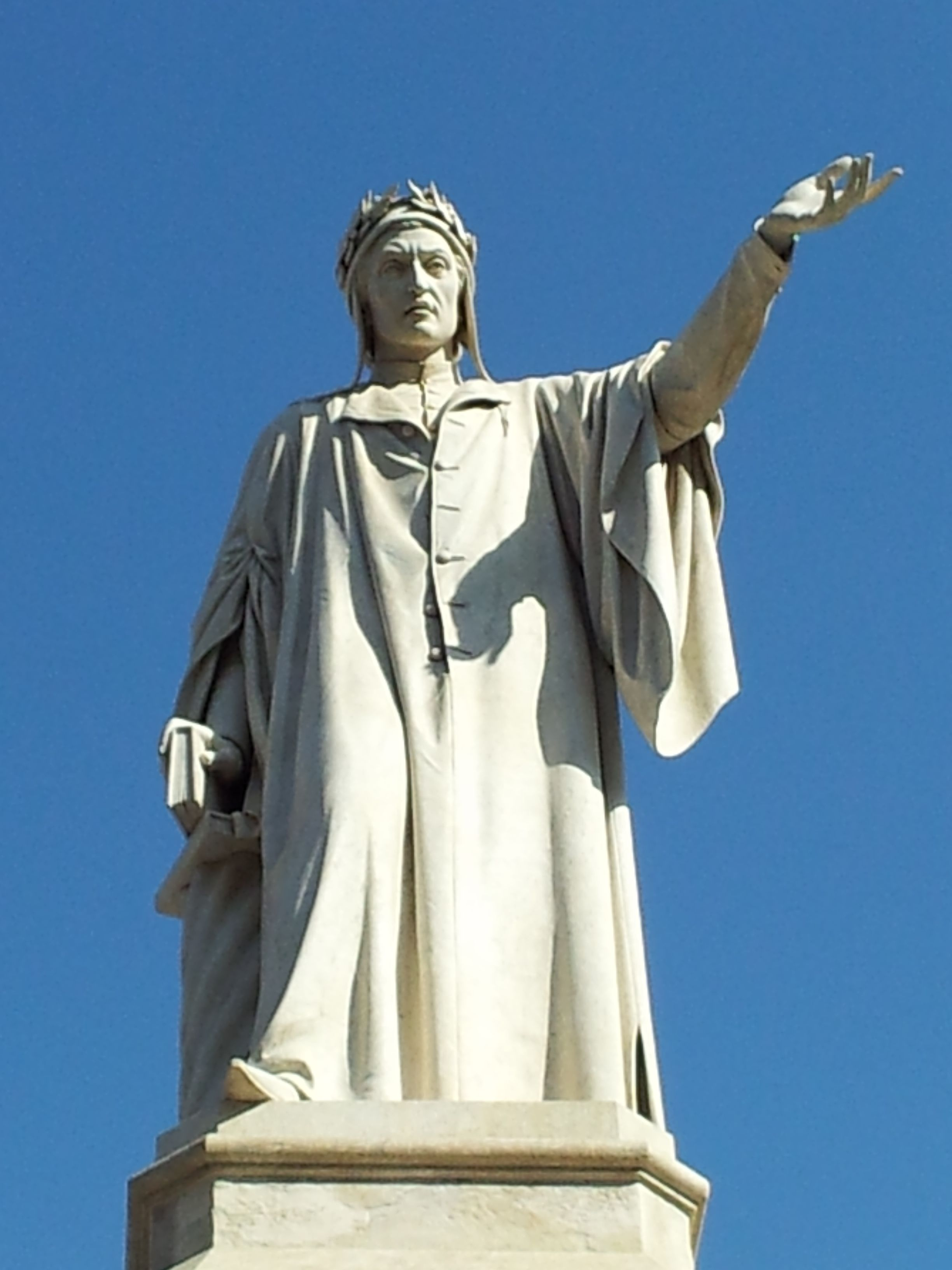
Statue de Dante Alighieri.

À l'origine, la place était appelée Largo del Mercatello (« place du marché »).
Au XVIIIe siècle Charles III d'Espagne voulut réaliser le Foro Carolino d'après un projet de Luigi Vanvitelli, qui près de la Port'Alba, dessina un hémicycle au centre duquel devait être installée une statue équestre du roi. Le monument n'a pas été réalisé et le long du périmètre, Giuseppe Sanmartino réalisa vingt-six statues représentant les vertus du roi. Au-dessus de la niche centrale restée vide fut réalisée une tour à horloge.
Aujourd'hui la place dont le milieu est occupé par une imposante statue de Dante Alighieri (œuvre de Tito Angelini de 1871), est un carrefour important de la ville. La place est bordée de trois églises : Santa Maria di Caravaggio, San Domenico Soriano, et San Michele a Port'Alba.
Le Convitto nazionale Vittorio Emanuele II a été fondé comme institut religieux au XVIIIe siècle et transformé en convitto après 1860. Il comporte deux cloîtres dont l'architecture de l'un est de style romano-gothique.
Le palazzo Ruffo di Bagnara, édifice majeur du baroque napolitain, donne sur la place.
La piazza Dante a été redessinée et restructurée à l'occasion des travaux du métro qui se sont terminés en 2002.